# Andrés Avelino Cáceres
Andrés Avelino Cáceres (ur. 1833 w Ayacucho, zm. 1923 w Limie) – peruwiański generał i polityk, dwukrotny prezydent Peru (1886–1890 i 1894–1895).
Brał udział w wojnie o Pacyfik, później w wojnie domowej w Peru, w 1884 opanował wybrzeże. Był reprezentantem konserwatystów obszarników z regionu andyjskiego. W latach 1886–1890 i ponownie 1894-1895 zajmował stanowisko prezydenta Peru, 1905–1911 był przedstawicielem dyplomatycznym w Niemczech i Włoszech.